# Lista de mordomos-mores do Reino de Portugal
O Mordomo-mor era o primeiro oficial da Casa Real Portuguesa, sendo o responsável pela sua administração e pela superintendência de todos os restantes oficiais e funcionários da mesma.
O cargo de mordomo (em latim major domus, significando "maior" ou "superior da casa") existia já na Casa dos Condes de Portucale, talvez segundo o modelo franco do mordomo do palácio, sendo, portanto, anterior ao próprio Reino de Portugal. O cargo continuou a existir após a fundação do Reino, tendo durado durante os oito séculos da Monarquia Portuguesa
No início da Monarquia, época em que era ténue a distinção entre os assuntos de Estado e os assuntos particulares dos Reis de Portugal, sendo o principal administrador dos bens da Coroa, o mordomo-mor acabava também por ser responsável pela direção do governo do país, com funções análogas às de um moderno primeiro-ministro. Posteriormente, com o acentuar da separação entre os assuntos particulares dos reis e os assuntos de Estado, as funções de mordomo-mor limitaram-se cada vez mais apenas à gestão interna da Casa Real.

## Lista deMordomos-moresda Casa Real doReino de Portugal
| #                     | Nome (Nascimento–Morte)                                      | Retrato | Início do mandato | Fim do mandato | Notas | Rei                                 |
| --------------------- | ------------------------------------------------------------ | ------- | ----------------- | -------------- | ----- | ----------------------------------- |
| 01º                   | Paio Soares da Maia                                          |         | 1097              | 1097           |       | Teresa de Leão Henrique de Borgonha |
| 02º                   | Pedro Pais da Silva                                          |         | 1105              | 1105           |       | Teresa de Leão Henrique de Borgonha |
| 03º                   | Gomes Nunes de Pombeiro                                      |         | 1112              | 1112           |       | Teresa de Leão Henrique de Borgonha |
| 04º                   | Gonçalo Rodrigues da Palmeira                                |         | 1112              | 1112           |       | Teresa de Leão Henrique de Borgonha |
| 05º                   | Egas Gosendes de Baião                                       |         | 1113              | 1116           |       | Teresa de Leão Henrique de Borgonha |
| 06º                   | Paio Nunes                                                   |         | 1120              | 1121           |       | Teresa de Leão Henrique de Borgonha |
| 07º                   | Paio Vasques de Bravães                                      |         | 1122              | 1125           |       | Teresa de Leão Henrique de Borgonha |
| 08º                   | Ermígio Moniz I de Riba Douro (antes de 1085-depois de 1135) |         | 1128              | 1136           |       | Afonso I                            |
| 09º                   | Egas Moniz IV de Riba Douro (c.1080 — 1146)                  |         | 1136              | 1146           |       | Afonso I                            |
| 10º                   | Fernão Peres de Soverosa (c.1120 — depois de 1155)           |         | 1146              | 1155           |       | Afonso I                            |
| 11º                   | Gonçalo Mendes I de Sousa (c.1120 — 25 de março de 1190)     |         | 1157              | 1167           |       | Afonso I                            |
| 12º                   | Vasco Sanches de Celanova ( — c.1182)                        |         | 1169              | 1172           |       | Afonso I                            |
| 13                    | Pedro Fernandes de Bragança ( — c.1194)                      |         | 1169 (?)          | 1175           |       | Afonso I                            |
| 14º                   | Vasco Fernandes de Soverosa ( — c.1189)                      |         | 1175              | 1186           |       | Afonso I                            |
| 15º                   | Mendo Gonçalves I de Sousa (c.1140 — c.1192)                 |         | 1186              | 1192           |       | Sancho I                            |
| 16º                   | Gonçalo Mendes II de Sousa ( — 25 de abril de 1243)          |         | 1192              | 1211           |       | Sancho I                            |
| 17º                   | Martim Fernandes de Riba de Vizela (1160-?)                  |         | 1211              | 1212           |       | Afonso II                           |
| 18º                   | Pedro Anes da Nóvoa (?-depois de 1229)                       |         | 1212              | 1223           |       | Afonso II                           |
| 19º                   | Martim Anes de Riba de Vizela (? - depois de 1240)           |         | 1223              | 1223           |       | Afonso II                           |
| 20º                   | Henrique Mendes de Sousa ( — depois de 1224)                 |         | 1224              | 1224           |       | Sancho II                           |
| 16º                   | Gonçalo Mendes II de Sousa ( — 25 de abril de 1243)          |         | 1224              | 1224           |       | Sancho II                           |
| 21º                   | João Fernandes de Lima (? — 1245)                            |         | 1225              | 1226           |       | Sancho II                           |
| 22º                   | Abril Pires de Lumiares (c.1190 — 1245)                      |         | 1226              | 1226           |       |                                     |
| Interregno: 1226-1228 |                                                              |         |                   |                |       |                                     |
| 18º                   | Pedro Anes da Nóvoa (?-depois de 1229)                       |         | 1228              | 1229           |       | Sancho II                           |
| Interregno: 1229-1248 |                                                              |         |                   |                |       |                                     |
| 23º                   | Rui Gomes de Briteiros (?-1249)                              |         | 1248              | 1249           |       | Afonso III                          |
| Interregno: 1249-1253 |                                                              |         |                   |                |       |                                     |
| 24º                   | Gil Martins de Riba de Vizela (c.1210 — c.1274)              |         | 1253              | 1264           |       | Afonso III                          |
| 25º                   | João Peres de Aboim ( — 15 de março de 1285)                 |         | 1264              | 1279           |       | Afonso III                          |
| 26º                   | Nuno Martins de Chacim ( — 1284)                             |         | 1279              | 1284           |       | Dinis I                             |
| 27º                   | Durão Martins de Parada ( — depois de 1297 (?))              |         | 1284              | 1297           |       | Dinis I                             |
| 28º                   | João Afonso Teles de Meneses ( — maio de 1304)               |         | 1297              | 1304           |       | Dinis I                             |
| 29º                   | Afonso Sanches (24 de maio de 1289 — 2 de novembro de 1329)  |         | 1312              | 1323           |       | Dinis I                             |

- Afonso Telo de Meneses, 5.º conde de Barcelos * c. 1320
- João Afonso Telo, 6.º conde de Barcelos * c. 1330
- Lopo Fernandes Pacheco
- Gonçalo Aires
- João Afonso Telo de Meneses, conde de Ourém
- Garcia Rodrigues

| #   | Nome (Nascimento–Morte)                                                     | Retrato | Início do mandato | Fim do mandato | Notas | Rei    |
| --- | --------------------------------------------------------------------------- | ------- | ----------------- | -------------- | --- | ------ |
| 38º | Nuno Álvares Pereira ( 24 de junho de 1360 – Lisboa, 1 de novembro de 1431) |         | 1385              | 1431           | Foi também 2.º Condestável de Portugal, 7.º conde de Barcelos, 3.º conde de Ourém e 2.º conde de Arraiolos. | João I |

- Diogo Lopes de Sousa, 18º senhor da Casa de Sousa * c. 1380
- Álvaro de Sousa, senhor de Miranda, alcaide-mór de Arronches * c. 1410
- Diogo Lopes de Sousa
- Pedro de Sousa
- Pedro de Noronha
- João de Meneses
- Diogo da Silva, 1.º Conde de Portalegre * c. 1430
- João da Silva, 2.º Conde de Portalegre * c. 1480
- Álvaro da Silva, 3.º Conde de Portalegre * c. 1505
- João da Silva * c. 1525
- Diogo da Silva, 5.º Conde de Portalegre * 1579
- Manrique da Silva, 1º marquês de Gouveia * c. 1585
- João da Silva, 2º marquês de Gouveia * c. 1625
- João Mascarenhas, 5.º conde de Santa Cruz * c. 1650
- Martinho Mascarenhas, 3º marquês de Gouveia * bp 1681
- João Mascarenhas, marquês de Gouveia * 1699